# Cèfal (mitologia)

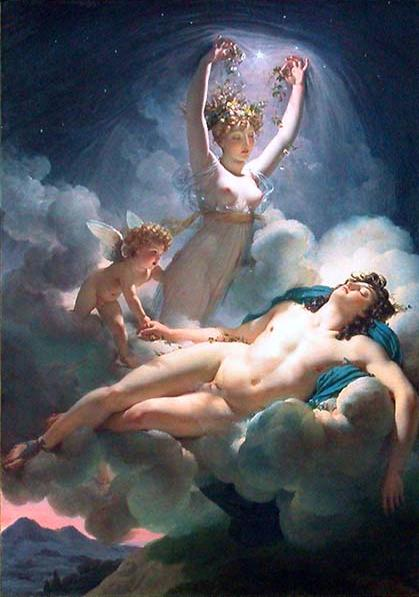
Cèfal i Eos, per Pierre-Narcisse Guérin.

En la mitologia grega hi ha dos personatges anomenats Cèfal (grec antic: Κέφαλος). Es confonen sovint, ja que tots figuren com a amants de la deessa Eos.

## Cèfal, fill d'Hermes
El primer Cèfal era un atenenc, fill d'Hermes i Herse, filla de Cècrops, o de Creüsa, filla d'Erecteu. Quan Hermes s'enamorà d'Herse, la seva gelosa germana Aglauros s'interposà entre els dos. Hermes, enfadat, la transformà en pedra. Eos va segrestar-lo i el portà a Síria, on foren amants. Diferents autors els atribueixen per separat tres fills: Titono, Hèsper o Fòsfor i Faetont (no confondre Faetont amb el fill del déu Hèlios).

## Cèfal, fill de Deioneu
L'altre Cèfal era un eoli, fill de Deioneu, rei de la Fòcida, i Diomede, filla de Xutos. Pertany a l'estirp de Deucalió.
Cèfal es casà amb Procris, una filla d'Erecteu, i es van jurar fidelitat eterna. Eos, la deessa de l'alba, estava condemnada a enamorar-se consecutivament de mortals, per decisió d'Afrodita, que no li perdonava haver-la trobat al jaç amb el seu amant Ares. Després del primer amant mortal, Orió, s'enamorà de Cèfal. El segrestà i intentà fer-lo amant seu, però Cèfal la rebutjà recordant els vots de fidelitat de la seva dona. Aleshores Eos va tractar de convèncer-lo que Procris faltaria a la seva promesa a canvi de riqueses, Cèfal no ho va creure. Per deixar que es convencés per si mateix, Eos donà a Cèfal la forma d'un tal Pteleó, i sota aquesta aparença deixà que se n'anés perquè provés la castedat de la seva dona.
Fingint ésser un altre, Cèfal intentà subornar la seva amada amb regals cada vegada més valuosos, però la seva dona els rebutjava, fins que finalment va cedir a la temptació. En veure que Procris faltava a la seva promesa, entristí en els braços d'Eos, amb qui va tenir un fill: Faetont, al que posteriorment Afrodita segrestà perquè cuidés dels seus temples.
Mentrestant, Procris, fugint de la solitud d'Atenes, va viatjar fins a Creta, on el rei Minos la subornà perquè fos la seva amant regalant-li Laelaps, un gos infal·lible en la caça, i una javelina que mai no errava en el blanc, tots dos regals d'Àrtemis. Però tement la ira de la dona de Minos, Pasífae, que tenia fama de bruixa, es disfressà de noi i tornà a la seva terra natal, on va dedicar-se a la caça.
El destí va voler que precisament en una cacera es tornés a trobar amb Cèfal, que no va reconèixer-la. Ell envejava el gos i la llança de Procris i es va oferir a comprar-los-hi. Però la jove, que ja s'havia adonat que Cèfal era el seu gran amor, li contestà que només pensava donar-los-hi si la feia amant seu. Cèfal hi accedí, i en la seva primera cita Procris li revelà, plorant i penedida, la seva vertadera identitat. Així doncs, la parella es va reconciliar, i van tenir un fill anomenat Arcisi, que succeiria el seu pare com governant del regne. Arcisi fou l'avi d'Odisseu, fill de Laertes. Sobre aquest tema també s'explica que Cèfal va consultar l'oracle de Delfos per saber com podria tenir fills, i aquest li digué que s'unís amb el primer ésser femella que trobés. Va trobar una ossa, i obeint l'ordre, s'uní amb ella. De sobte, l'animal es transformà en una bella jove que li donà un fill, Acrisi.
Però la decebuda Eos no perdonaria que Cèfal l'hagués abandonada, i el maleí eternament, poc abans que comencés a cercar un nou amor. Aquesta maledicció es materialitzà a través d'Àrtemis, a qui no havia agradat gens que els seus regals fossin objecte d'un tràfic tan immoral. La deessa feu que Procris sentís encara gels d'Eos, i sospités que el seu home abandonés el jaç sempre abans que sortís el sol.
Cèfal estava un dia assegut sota un arbre, esgotat després d'haver caçat, i cantava un himne al vent. Un passejant casual el sentí i pensà que cortejava una amant. Procris va saber-ho i l'endemà va cercar-lo. Com que cantava el mateix himne, pensà que el cantava a la seva antiga amant, Eos, i no va poder deixar de bellugar-se rere l'amagatall. Cèfal, sentint l'agitació dels arbustos i creient que el soroll era d'un animal, llançà la infal·lible javelina cap al soroll i matà Procris. Mentre moria als seus braços, li digué que «pels nostres vots nupcials, si et plau no et casis mai amb Eos». Cèfal restà afligit per la mort de Procris, i acceptà el desterrament a Tebes que va imposar-li l'Areòpag.
Allà va ajudar Amfitrió de Micenes en una guerra contra els tafis i els telebeus i fou recompensat amb l'illa de Samos, que des d'aleshores fou coneguda com a Cefal·lènia. També va cedir al suposat pare d'Hèracles el gos infal·lible, perquè poguessin matar la guineu teumèsia, que aterria la zona. Aquesta bèstia no podia ser atrapada per designi dels déus, i quan Amfitrió li llançà el ca Lèlaps aparegué un dilema a l'Olimp. Finalment Zeus va resoldre la situació convertint tots dos animals en roques. A Cefalònia, Cèfal es va casar amb Lisipe, amb la que va tenir quatre fills, epònims de les quatre polis de l'illa: Same, Crànios, Pale i Pronnes. Tanmateix, mai no es perdonà per la mort de Procris, i creient que el seu esperit el perseguia, acabà per suïcidar-se saltant a la mar de dalt del cap Lèucates, cridant el nom de la seva estimada mentre queia.